# 裘錫圭
裘 錫圭（きゅう しゃくけい、チュウ・シークイ、拼音: Qiú Xīguī、簡: 裘锡圭、1935年7月13日 - 2025年5月8日）は、中華人民共和国の古文字学者（漢字学者）、文献学者。古文字学の国際的な権威。北京大学教授、復旦大学教授を歴任。

## 経歴
1935年7月13日（農暦6月13日）、上海に生まれる（祖籍は浙江省寧波）。復旦大学歴史系で甲骨学者の胡厚宣に師事。卒業後、胡厚宣の研究生兼助手となる。胡厚宣が中国科学院（のちの中国社会科学院）歴史研究所に異動すると随行し、同研究所の研究生を修了する。
1960年、北京大学中文系助教、1983年、同教授となる。北大では朱徳熙の下で戦国文字学の開拓に従事し、馬王堆帛書・銀雀山漢簡・曽侯乙墓・望山楚簡・尹湾漢簡・郭店楚簡など出土文献の整理に参加する。
2005年、母校の復旦大学に異動し、復旦大学出土文献と古文字研究センター（复旦大学出土文献与古文字研究中心）教授・傑出教授となる。
国内学界の要職を歴任し、多くの受賞がある。2000年、シカゴ大学より名誉博士号を授与される。
2025年5月8日、上海で逝去。享年91。

## 著作
『裘錫圭学術文集』（全6巻、復旦大学出版社、2012年）に大半の著作が収録されている。研究対象は甲骨文・金文・戦国文字などの古文字学から、文献学・中国史・中国哲学まで多岐にわたる。

### 日本語訳
- 「殷周古代文字における正体と俗体」『シンポジウム 中国古文字と殷周文化 甲骨文・金文をめぐって』東方書店、1989年、ISBN 9784497882417

（李学勤・裘錫圭・樋口隆康・伊藤道治・松丸道雄の講演録）
- 「中国古典学の再構築にあたり 注意すべき問題について」松下道信・鈴木弘一郎・廣瀬薫雄訳『古典学の再構築』第7号、2000年。
- 『中国漢字学講義』稲畑耕一郎・崎川隆・荻野友範訳、東方書店、2022年、ISBN   9784497222077

（原著は《文字学概要（修訂本）》商務印書館、2013年。修訂前1988年版の日本語訳が、2004年-2007年に早稲田大学中国古籍文化研究所から非売品として刊行されている）